# Devotion (singel)
Devotion – singel Sanny Nielsen, wydany 16 lutego 2010, pochodzący z albumu I’m in Love. Utwór napisali, skomponowali i wyprodukowali Bobby Ljunggren oraz Marcos Ubeda.
Nagranie znalazło się na 15. miejscu na liście sześćdziesięciu najlepiej sprzedających się singli w Szwecji, gdzie spędziło 5 tygodni.

## Lista utworów
- Digital download/CD single[1][3]

1. „Devotion” – 3:12

## Notowania

### Pozycja na liście sprzedaży
| Kraj    | Notowanie (2010)  | Najwyższa pozycja |
| ------- | ----------------- | ----------------- |
| Szwecja | Sverigetopplistan | 15                |